# Marcelo Filippini
Pour les articles homonymes, voir Filippini.
Marcelo Filippini  est un ancien joueur uruguayen de tennis, né le 4 août 1967 à Montevideo.

## Palmarès

### Titres en simple messieurs
| No | Date       | Nom et lieu du tournoi                            | Catégorie    | Dotation  | Surface      | Finaliste             | Score         |  |
| -- | ---------- | ------------------------------------------------- | ------------ | --------- | ------------ | --------------------- | ------------- |  |
| 1  | 11-07-1988 | Swedish Open, Båstad                              |              | 215 000 $ | Terre (ext.) | Francesco Cancellotti | 2-6, 6-4, 6-4 |  |
| 2  | 07-08-1989 | Čedok Open, Prague                                | Grand Prix   | 140 000 $ | Terre (ext.) | Horst Skoff           | 7-5, 7-6      |  |
| 3  | 06-06-1994 | Torneo Internazionale Citta di Firenze, Florence  | World Series | 288 750 $ | Terre (ext.) | Richard Fromberg      | 3-6, 6-3, 6-3 |  |
| 4  | 28-04-1997 | AT&T Tennis Challenge, Atlanta                    | World Series | 303 000 $ | Terre (ext.) | Jason Stoltenberg     | 7-62, 6-4     |  |
| 5  | 19-05-1997 | International Raiffeisen Grand Prix, Sankt Pölten | World Series | 400 000 $ | Terre (ext.) | Patrick Rafter        | 7-62, 6-2     |  |

### Finales en simple messieurs
| No | Date       | Nom et lieu du tournoi                    | Catégorie    | Dotation  | Surface      | Vainqueur          | Score         |          |
| -- | ---------- | ----------------------------------------- | ------------ | --------- | ------------ | ------------------ | ------------- | -------- |
| 1  | 19-09-1988 | Tournoi de tennis de Bari, Bari           |              | 93 400 $  | Terre (ext.) | Thomas Muster      | 2-6, 6-1, 7-5 |          |
| 2  | 05-11-1990 | Tournoi de tennis d'Itaparica, Itaparica  |              | 225 000 $ | Dur (ext.)   | Mats Wilander      | 6-1, 6-2      | Parcours |
| 3  | 29-04-1991 | Trofeo Grupo Zeta Villa de Madrid, Madrid | World Series | 450 000 $ | Terre (ext.) | Jordi Arrese       | 6-2, 6-4      |          |
| 4  | 22-05-1995 | Tournoi de tennis de Bologne, Bologne     | World Series | 303 000 $ | Terre (ext.) | Marcelo Ríos       | 6-2, 6-4      |          |
| 5  | 15-04-1996 | XL Bermuda Open, Bermudes                 | World Series | 303 000 $ | Terre (ext.) | MaliVai Washington | 6-7, 6-4, 7-5 |          |

### Titres en double messieurs
| No | Date       | Nom et lieu du tournoi                          | Catégorie    | Dotation  | Surface      | Partenaire      | Finalistes                         | Score         |          |
| -- | ---------- | ----------------------------------------------- | ------------ | --------- | ------------ | --------------- | ---------------------------------- | ------------- | -------- |
| 1  | 26-09-1988 | Tournoi de tennis de Sicile Palerme             |              | 93 400 $  | Terre (ext.) | Carlos Di Laura | Alberto Mancini Christian Miniussi | 6-2, 6-0      | Parcours |
| 2  | 08-06-1992 | Torneo Internazionale Citta di Firenze Florence | World Series | 235 000 $ | Terre (ext.) | Luiz Mattar     | Royce Deppe Brent Haygarth         | 6-4, 6-7, 6-4 |          |
| 3  | 31-10-1994 | Topper Open Montevideo                          | World Series | 188 750 $ | Terre (ext.) | Luiz Mattar     | Sergio Casal Emilio Sánchez        | 7-6, 6-4      |          |

### Finales en double messieurs
| No | Date       | Nom et lieu du tournoi            | Catégorie    | Dotation  | Surface      | Vainqueurs                     | Partenaire      | Score    |  |
| -- | ---------- | --------------------------------- | ------------ | --------- | ------------ | ------------------------------ | --------------- | -------- |  |
| 1  | 16-04-1990 | Philips Open Nice                 | World Series | 225 000 $ | Terre (ext.) | Alberto Mancini Yannick Noah   | Horst Skoff     | 6-4, 7-6 |  |
| 2  | 05-10-1992 | Saab Athens International Athènes | World Series | 130 000 $ | Terre (ext.) | Tomás Carbonell Francisco Roig | Mark Koevermans | 6-3, 6-4 |  |

## Parcours dans les tournois du Grand Chelem

### En simple
| Année | Open d'Australie | Open d'Australie | Roland-Garros   | Roland-Garros      | Wimbledon | Wimbledon      | US Open  | US Open          |
| ----- | ---------------- | ---------------- | --------------- | ------------------ | --------- | -------------- | -------- | ---------------- |
| 1988  | -                | -                | 2e tour         | Guy Forget         | -         | -              | -        | -                |
| 1989  | -                | -                | 1er tour        | Martín Jaite       | -         | -              | -        | -                |
| 1990  | -                | -                | 2e tour         | Andrés Gómez       | -         | -              | 1er tour | Carl Limberger   |
| 1991  | -                | -                | 2e tour         | Christian Miniussi | -         | -              | -        | -                |
| 1992  | -                | -                | 4e tour         | Henri Leconte      | -         | -              | -        | -                |
| 1993  | 2e tour          | Kenneth Carlsen  | 1er tour        | Stefan Edberg      | -         | -              | -        | -                |
| 1994  | -                | -                | -               | -                  | -         | -              | -        | -                |
| 1995  | -                | -                | 1er tour        | Todd Woodbridge    | -         | -              | -        | -                |
| 1996  | -                | -                | -               | -                  | -         | -              | 1er tour | Mark Knowles     |
| 1997  | -                | -                | 1er tour        | Jeff Tarango       | 1er tour  | Petr Korda     | 2e tour  | Richard Krajicek |
| 1998  | 1er tour         | Michael Tebbutt  | 1er tour        | Cédric Pioline     | 1er tour  | Magnus Larsson | 2e tour  | Magnus Larsson   |
| 1999  | -                | -                | Quart de finale | Andre Agassi       | 1er tour  | Lleyton Hewitt | 1er tour | Michael Chang    |
| 2000  | -                | -                | -               | -                  | -         | -              | -        | -                |

### En double
N'a jamais participé à un tableau final